# Шимановський Олександр Валерійович
Олекса́ндр Вале́рійович Шимано́вський — солдат Збройних сил України, учасник російсько-української війни, що відзначився під час російського вторгнення в Україну в 2022 році.
Ніс військову службу в АТО на сході України у складі 128-ї окремої гірничо-піхотної бригади (в/ч А1556). Обіймав військову посаду водія-санітара 2-го евакуаційного відділення.

## Нагороди
- орден «За мужність» III ступеня (2022) — за особисту мужність і самовіддані дії, виявлені у захисті державного суверенітету та територіальної цілісності України, вірність військовій присязі[1].